# Sandy Brondello
Sandy Brondello (20 de agosto de 1968) é uma treinadora e ex-basquetebolista profissional australiana, medalhista olímpica.

## Carreira
Sandy Brondello integrou a Seleção Australiana de Basquetebol Feminino, em Atenas 2004, conquistando a medalha de prata.